# François de Soto
François de Soto (en espagnol : Francisco de Soto), né en Espagne vers 1500 et décédé en Nouvelle-Espagne en 1563, est un missionnaire espagnol franciscain compositeur et organiste du XVIe siècle envoyé en Nouvelle-Espagne. Il est l'un des membres du groupe dit des Douze Apôtres du Mexique.

## Biographie
Entré chez les Franciscains en Espagne, il est musicien et organiste de formation. Il est choisi en 1523 pour faire partie du groupe de missionnaires envoyés en Nouvelle-Espagne pour y commencer l'évangélisation du Nouveau Monde. Arrivé à Mexico avec le reste du groupe en mai 1524, il est reçu avec ses compagnons par Hernán Cortés avant de s'installer dans la vallée de Mexico pour y commencer sa mission. Il succédera à Marcos de Niza en 1558 comme provincial de la province franciscaine de Nouvelle-Espagne, faisant de lui le quatrième provincial de la dite province appelée encore province du Saint Évangile. 